# Conflictos en red
Conflictos en red es un unitario argentino estrenado el 18 de abril de 2005 por la pantalla de Telefe.
La serie hace foco en el inmenso universo de la red cibernética: un punto de encuentro con un alcance inimaginable. Mucha gente entrelazada con chats, mails, MSN, nick names, personas inventadas, fotos trucadas, etc. Todos inmersos en un mundo en el que está permitido esconderse, pero que tiene sus propias reglas. Amor, engaños, desencuentros y pasión son algunas de los cosas que experimentan los protagonistas de Conflictos en red.

## Argumento
Conflictos en red es un unitario que distingue a Internet como motivo para hablar de temas actuales como la falta de comunicación, la inestabilidad de las relaciones, el desencuentro, el miedo al compromiso, los engaños; pero también sobre la posibilidad del encuentro.

## Elenco
El elenco de los capítulos es rotativo, algunos de los protagonistas son Jazmín Stuart, Mercedes Morán, Pablo Rago, Julieta Ortega, Ezequiel Rodríguez, Gerardo Chendo, Betina O'Connell, Verónica Llinás, Gastón Dalmau, Alejo Ortiz, Gabriel Schultz, Mimí Ardú, Lucas Crespi, María Marull, Celeste Cid, Muni Seligmann, Fernán Mirás, Fabio Aste, Hernán Rodrìguez Paulo, Nahuel Pérez Biscayart, Julieta Zylberberg, Sofía Gala Castiglione, Claudio Rissi, Violeta Urtizberea, Sabrina Garciarena, Marcela Kloosterboer, María Roji, Gloria Carrá, Roberto Carnaghi, Carola Reyna, María Duplaa, Adriana Parets, Nacho Gadano, María Fiorentino, Laura Azcurra, Juan Ponce de León, Natalia Lobo, Nicole Neumann, Marina Glezer, Fernando Govergun, Javier Lombardo, Verónica Lozano, Matías Santoianni, Lucas Crespi, Verónica Hassan, Coco Sily, Alejandro Gibeli, Daisy May Queen, Luis Rubio, Fabio Aste, Victor Malagrino, Nacho Toselli, Jorge Temponi, Guillermo Gómez, Germán Paoloski, Mónica De Alzaga, Lis Moreno, Leandro Castello

## Episodios
- Episodio 1: Imborrable
- Episodio 2: Loop
- Episodio 3: Cazadores
- Episodio 4: Rota
- Episodio 5: Premiados
- Episodio 6: Frágil
- Episodio 7: Enmascarados
- Episodio 8: Calentonas
- Episodio 9: Cuernos
- Episodio 10: Belleza
- Episodio 11: Amigos
- Episodio 12: Guion
- Episodio 13: Compromiso